# Walter Bouzán
Walter Bouzán Sánchez (Ribadesella, 13 de febrero de 1978) es un deportista español que compite en piragüismo en las modalidades de maratón, aguas tranquilas y kayak de mar.
Ganó seis medallas en el Campeonato Mundial de Piragüismo en Maratón entre los años 2010 y 2015, y cinco medallas en el Campeonato Europeo de Piragüismo en Maratón entre los años 2011 y 2022.
En la modalidad de kayak de mar, obtuvo tres medallas en el Campeonato Europeo entre los años 2016 y 2022.
Además, consiguió una medalla de plata en el Campeonato Europeo de Piragüismo de 2022.

## Palmarés internacional
| Campeonato Mundial | Campeonato Mundial             | Campeonato Mundial | Campeonato Mundial |
| Año                | Lugar                          | Medalla            | Competición        |
| ------------------ | ------------------------------ | ------------------ | ------------------ |
| 2010               | Bañolas (España)               | Medalla de oro     | K2                 |
| 2011               | Singapur (Singapur)            | Medalla de oro     | K2                 |
| 2012               | Roma (Italia)                  | Medalla de plata   | K2                 |
| 2013               | Copenhague (Dinamarca)         | Medalla de plata   | K2                 |
| 2014               | Oklahoma City (Estados Unidos) | Medalla de plata   | K2                 |
| 2015               | Győr (Hungría)                 | Medalla de bronce  | K2                 |
| Campeonato Europeo |                                |                    |                    |
| Año                | Lugar                          | Medalla            | Competición        |
| 2011               | Saint-Jean-de-Losne (Francia)  | Medalla de plata   | K2                 |
| 2014               | Piešťany (Eslovaquia)          | Medalla de plata   | K2                 |
| 2015               | Bohinj (Eslovenia)             | Medalla de bronce  | K2                 |
| 2017               | Ponte de Lima (Portugal)       | Medalla de plata   | K2                 |
| 2022               | Silkeborg (Dinamarca)          | Medalla de bronce  | K1 (CD)            |

| Campeonato Europeo | Campeonato Europeo  | Campeonato Europeo | Campeonato Europeo |
| Año                | Lugar               | Medalla            | Competición        |
| ------------------ | ------------------- | ------------------ | ------------------ |
| 2016               | Cagliari (Italia)   | Medalla de oro     | K1                 |
| 2021               | Cherbourg (Francia) | Medalla de oro     | K1                 |
| 2022               | Cagliari (Italia)   | Medalla de bronce  | K1                 |

| Campeonato Europeo | Campeonato Europeo | Campeonato Europeo | Campeonato Europeo |
| Año                | Lugar              | Medalla            | Competición        |
| ------------------ | ------------------ | ------------------ | ------------------ |
| 2022               | Múnich (Alemania)  | Medalla de plata   | K1 5000 m          |